# محمد حلمي الكردي
محمد الكردي هو أستاذ علوم المواد، والمدير المشارك لمركز علوم المواد ومدير مكتب الأبحاث في مدينة زويل للعلوم والتكنولوجيا .

## المؤهلات العلمية والاهتمامات البحثية
حصل الكردي على درجة البكالوريوس في الكيمياء والفيزياء من جامعة الإسكندرية عام 2005، وحصل على درجة الدكتوراه في الكيمياء من جامعة جنوب فلوريدا ، تامبا، فلوريدا، الولايات المتحدة الأمريكية، عام 2010. تتركز أبحاثه حول تطوير مواد مسامية (هياكل فلزية - عضوية) نحو عدد من الاستخدامات التطبيقية مثل الحفز الكيميائي والتحليل الكهربي للماء وكذالك استخدام هذه المواد في مجالات معالجة مياه الصرف الصناعي.
تتمركز اهتماماته البحثية الحالية في مجال ابتكار وهندسة المواد الجديدة للتخفيف من الأثر البيئي لأنشطة المجتمع الحديث، مع التركيز على معالجة مياه الصرف الصناعي بالإضافة إلى التطبيقات المبتكرة لتخزين وتحويل الطاقة. تتركز أبحاثه في المقام الأول على المواد الصلبة المسامية، والمعروفة باسم الهياكل المعدنية- العضوية، والتي يتم بناؤها من خلال التجميع الذاتي للمكونات الجزيئية. تسمح المسامية الدائمة لهذه المواد باستخدامها في عدد كبير من التطبيقات الصعبة حيث يمكن بسهولة التحكم بالبيئة الكيميائية داخل مسام هذه المواد الصلبة وتصميمها بشكل أفضل. من الاهتمامات الأساسية لأبحاثه الحصول على فهم أكثر تعمقًا للعلاقات بين البنية والوظيفة ذات الصلة بالفضاء النانوي داخل المواد الصلبة المسامية. ومن خلال الفهم الأفضل لهذه الجوانب الأساسية للمواد الصلبة المسامية، يمكن للباحثين تحديد أفضل المخططات لإنشاء مواد جديدة مصممة خصيصًا لتطبيقات محددة. ومن بين التطبيقات التي تستهدفها مجموعته البحثية معالجة مياه الصرف الصناعي من خلال مواد مبتكرة لالتقاط المعادن الثقيلة والجزيئات العضوية الصغيرة والمركبات المشبعة بالفلور. بالإضافة إلى ذلك، تتضمن أبحاثه تصميم مواد جديدة لتخزين الطاقة (المكثفات الفائقة والبطاريات القابلة لإعادة الشحن) وتحويل الطاقة من خلال المواد المسامية ذات التطبيقات في الحفز الكهروكيميائي في التحليل الكهربي للماء.

## الأوسمة والجوائز
تمت الاشادة بإنجازاته البحثية من خلال العديد من الجوائز والأوسمة، بما في ذلك "جائزة الدولة التشجيعية" بمصر لعام ٢٠١٦، و كما تم منحه "وسام التميز من الطبقة الأولى" في عام ٢٠١٦. حصل كذلك على جائزة أفضل بحث علمي في مجال الكيمياء على مستوى العالم الإسلامي من منظمة التعاون الإسلامي كومستيك في عام ٢٠١٧  وكما تم اختياره من بين أفضل 1% من المحكمين العلميين للأبحاث على مستوى العالم في مجال علوم المواد، من قبل Publons في عامي ٢٠١٨ و ٢٠١٩  كما حصل أيضًا على زمالة مؤسسة ألكسندر فون هومبولت-جورج فورستر من دولة المانيا للباحثين ذوي الخبرة في 2019-2023،  وتم اختياره كزميل للأكاديمية الأفريقية للعلوم في عام 2019  وزميلا للجمعية الملكية للكيمياء في عام 2021.

## المنشورات العلمية
- Safy, M..E., Amin, M., Haikal, R..R., Elshazly, B., Wang, J., Wang, Y., Wöll, C. and Alkordi, M. H.* Probing the Water Stability Limits and Degradation Pathways of Metal‐Organic Frameworks (MOFs). Chem. Eur. J., 2020, 26, 7109–7117. doi:10.1002/chem.202000207
- Shruti Suriyakumar, A Manuel Stephan, N Angulakshmi, Mohamed H Hassan, and Mohamed H. Alkordi*. Metal-organic framework@SiO2 as permselective separator for lithium-sulfur batteries. J. Mater. Chem. A, 2018, 6, 14623–14632.
- Rapti, S.; Sarma, D.; Diamantis, S. A.; Skliri, E.; Armatas, G. S.; Tsipis, A. C.; Hassan, Y. S.; Alkordi, M.; Malliakas, C. D.; Kanatzidis, M. G.; Lazarides, T.; Plakatouras, J. C.; Manos, M. J., All in one porous material: exceptional sorption and selective sensing of hexavalent chromium by using a Zr4+ MOF. Journal of Materials Chemistry A 2017, 5 (28), 14707–14719.
- Xue, D.-X.; Cairns, A. J.; Belmabkhout, Y.; Wojtas, L.; Liu, Y.; Alkordi, M. H.; Eddaoudi, M., Tunable rare-earth fcu-MOFs: a platform for systematic enhancement of CO2 adsorption energetics and uptake. Journal of the American Chemical Society 2013, 135 (20), 7660–7667.
- Alkordi, M. H.; Brant, J. A.; Wojtas, L.; Kravtsov, V. C.; Cairns, A. J.; Eddaoudi, M., Zeolite-like metal− organic frameworks (ZMOFs) based on the directed assembly of finite metal− organic cubes (MOCs). Journal of the American Chemical Society 2009, 131 (49), 17753–17755.
- Cairns, A. J.; Perman, J. A.; Wojtas, L.; Kravtsov, V. C.; Alkordi, M. H.; Eddaoudi, M.; Zaworotko, M. J., Supermolecular building blocks (SBBs) and crystal design: 12-connected open frameworks based on a molecular cubohemioctahedron. Journal of the American Chemical Society 2008, 130 (5), 1560–1561.
- Alkordi, M. H.; Liu, Y.; Larsen, R. W.; Eubank, J. F.; Eddaoudi, M., Zeolite-like metal− organic frameworks as platforms for applications: on metalloporphyrin-based catalysts. Journal of the American Chemical Society 2008, 130 (38), 12639–12641.

## روابط خارجية
- مدينة زويل للعلوم والتكنولوجيا
- محمد حلمي الكردي منشورات مفهرسة من قبل جوجل سكولار